# Europop (album)
Europop – pierwszy album zespołu Eiffel 65 z 1999 roku, wydany w gatunku tanecznego popu.
25 lutego 2000 album zdobył status podwójnej platynowej płyty na terenie Stanów Zjednoczonych. W Polsce uzyskał certyfikat złotej płyty.

## Lista utworów
1. „Too Much of Heaven”
2. „Dub in Life”
3. „Blue (Da Ba Dee)”
4. „Living in a Bubble”
5. „Move Your Body”
6. „My Console”
7. „Your Clown”
8. „Another Race”
9. „The Edge”
10. „Now Is Forever”
11. „Silicon World”
12. „Europop”
13. „Hyperlink (Deep Down)”
14. „Blue (Da Ba Dee) - (Extended Mix)”